# Мэр ада
«Мэр ада» (англ. The Mayor of Hell) — американский криминальный фильм режиссёра Арчи Майо, который вышел на экраны в 1933 году.
Фильм рассказывает о гангстере Пэтси Гэргане (Джеймс Кэгни), который получает должность заместителя комиссара исправительных школ штата. В одной из школ он видит, как подростки подвергаются оскорблениям и избиениям со стороны начальника (Дадли Диггс) и надзирателей. Тяжёлая доля ребят трогает гангстера, и он добивается отстранения начальника школы, и вместе с медсестрой школы (Мэдж Эванс) начинает проводить демократические реформы, расширяющие права подростков. Атмосфера в школе меняется, однако когда Пэтси вынужден временно обратиться к гангстерским делам, вернувшийся начальник школы восстанавливает старые порядки, что приводит к бунту подростков, в результате которого начальник гибнет. В финале картины Пэтси бросает все старые дела, и становится начальником школы.
Сделанный в краткие сроки и на скромный бюджет, фильм имел коммерческий успех и получил положительные отзывы критики, отметившей интересный социальный срез картины, показывающий условия содержания ребят в исправительной школе, а также сильные актёрские работы, прежде всего Джеймса Кэгни. Вместе с тем, критика обратила внимание на непроработанный и надуманный сценарий, неубедительную романтическую линию, кроме того, некоторые современные критики указали на наивность создателей картины в трактовке темы малолетней преступности.
На фильм был сделан римейк под названием «Криминальная школа» (1938) с Хамфри Богартом в главной роли и «Адская кухня» (1939) с Рональдом Рейганом.

## Сюжет
На улице одного из крупных городов шайка подростков во главе с Джимми (Фрэнки Дарро) вымогает деньги у владельцев паркующихся автомобилей, в случае отказа от «платы за охрану», протыкая им колёса. Затем ребята направляются в лавку кондитера, где бьют по голове продавца и похищают всё, что успевают вынести в руках. Во время дележа добычи ребят арестовывают и вскоре материалы на них передают в ювенальный суд. Тщательно рассматривая дело каждого из парней в отдельности, судья Гилберт (Артур Байрон) принимает решение о направлении шестерых из них в исправительную школу Пикстаун. В школе с парнями проводит беседу начальник учреждения Томпсон (Дадли Диггс), жёстко требуя от них соблюдения режима и всех установленных правил, после чего они проходят медосмотр у медсестры Дороти Гриффит (Мэдж Эванс). Со следующего утра парни вынуждены привыкать к жестоким тоталитарным порядкам в школе, где все действия выполняются по свистку под строгим контролем вооружённых дубинками надзирателей, а перемещения по территории осуществляются только трусцой и строем. Кроме того, качество питания в школе чрезвычайно низкое, что возмущает подростков. Вскоре в школу приезжает Пэтси Гэрган (Джеймс Кэгни), недавно назначенный заместителем комиссара подростковых исправительных учреждений штата. Пэтси Гэрган — гангстер, который получил эту должность, чтобы легализоваться и развернуть коррупционную систему в подчинённых учреждениях. Поначалу он не проявляет никакого интереса к школе и работе Томпсона. В кабинет начальника школы приводят Джимми, который не хочет подчиняться установленным порядкам и вступает в драку с Томпсоном, который начинает избивать мальчика плетью. Видя это, Пэтси и Дороти требуют прекратить избиение, после чего относят травмированного Джимми в плату. Пэтси, который сам вырос в городских трущобах, проникается сочувствием к мальчику. Дороти рассказывает Пэтси о тяжёлых условиях жизни подростков в школе, что приводит к результатам, прямо противоположным тем, ради которых школа создавалась. Пэтси расспрашивает медсестру, как можно было бы исправить положение и берёт у неё почитать книгу о ювенальной республике. Вернувшись в город, Пэтси предлагает судье Гилберту реформировать работу школы, однако тот, зная о криминальных интересах Пэтси, отказывается поддержать его план. На собрании членов своей банды Пэтси ставит им задачи, требуя еженедельных докладов, после чего заявляет о том, что на некоторое время уезжает в школу. Прибыв на место, Пэтси отправляет Томпсона в месячный отпуск, принимая обязанности начальника на себя. Утром во время завтрака Пэтси выступает с речью, излагая подросткам программу своих реформ. Первым делом он отменяет управление с помощью свистков, требует от ребят обязательно мыться и резко повышает качество питания. Он также провозглашает идею о введении в школе самоуправляющейся республики, назначая собрание по выборам руководителей из числа учеников, а также объявляет об открытии магазина, где парни смогут покупать товары на заработанные ими деньги. На собрании ребята избирают мэром Джимми, а его конкурент в борьбе за власть в школе Бутч (Микки Беннетт) становится начальником полиции, что примиряет и сближает двух ребят. На собрании надзирателей Пэтси требует, чтобы они сняли форму и отказались от использования дубинок. Ребята прекрасно принимают реформы, и вскоре в школе устанавливаются новые порядки, основанные на самоуправлении. Вернувшийся из отпуска Томпсон, видя произошедшие изменения, чувствует, что власть уходит из его рук. Он вызывает Чарли (Джордж Офферман-младший), своего стукача среди ребят, и поручает ему подбить Джимми на побег, взамен обещая досрочное освобождение. В тот момент, когда ребята судят одного из парней, совершивших кражу в магазине, Пэтси замечает, что на суде нет Джимми. Оказывается, он вместе с Чарли, переодевшись в припрятанную одежду, пытается выбраться за территорию школы. Пэтси замечает двух крадущихся ребят, однако не останавливает их. В этот момент в суд является Томпсон, объявляя о побеге, после чего провозглашает, что система Пэтси не работает. Тем временем, Джимми, почувствовав обман, решает вернуться вместе с Чарли прямо на суд, разрушая планы Томпсона. Оставшись с Джимми наедине, Пэтси выражает ему доверие, поручая ему продолжить выполнение обязанностей мэра. Затем Пэтси остаётся наедине с Дороти, они объясняются в любви и целуют друг друга.
Вскоре Пэтси звонит из города его подручный Майк (Аллен Дженкинс), сообщая, что в банде возникли проблемы, и просит его срочно приехать. Явившись на собрание банды, Пэтси напоминает всем, что он здесь главарь. Когда один из гангстеров заявляет свои права на место Пэтси, тот набрасывается на него, и в завязавшейся драке раздаётся выстрел, после чего взбунтовавшийся конкурент Пэтси падает на пол. Думая, что убил его, Пэтси вместе с Майком убегает с места преступления и скрывается на тайной квартире. Он звонит в школу Томпсону, сообщая, что вынужден уехать в командировку на 10 дней, просит ничего не менять в работе и по всем вопросам советоваться с Дороти. Томпсон через своих людей в правительстве узнаёт, что Пэтси застрелил другого гангстера и теперь находится в бегах. Когда ему сообщают, что в случае смерти гангстера Пэтси больше не вернётся в школу, Томпсон снова берёт управление в свои руки, ещё более жёстко закручивая гайки. Видя происходящее, Дороти протестует и обещает сообщить обо всём властям. Томпсон увольняет Дороти, после чего парни направляют к Томпсону делегацию в её поддержку. Однако Томпсон разгоняет ребят, а Джимми запирает в холодном сарае. Парни тайно подкармливают голодного Джимми, а когда Чарли пытается донести на них, избивают стукача. Томпсон вызывает Чарли к себе, требуя имена нарушителей режима, однако тот указывает только на Джонни Стоуна (Рэймонд Борзейг), которого запомнил по сильному кашлю во время избиения. В сарай вместо Джимми сажают сильно простуженного Джонни, которого один из надзирателей из жалости накрывает своей шинелью. На утро Джонни становится совсем плохо, и его переносят в палату, где он вскоре умирает на глазах у собравшихся мальчиков. Томпсон приходит в палату взглянуть на умершего мальчика. Джимми объявляет, что это Томпсон убил Джонни и призывает схватить начальника школы. Парни бросаются за ним в погоню, по дороге налетая на хранилище оружия. Затем, уже вооружённые, ребята врываются в кабинет Томпсона, арестовывая начальника и собранных им надзирателей. Тем временем Дороти через Майка находит Пэтси, рассказывая ему о том, что происходит в школе. По её словам, обстановка настолько накалённая, что для взрыва достаточно малейшей искры. Невзирая на предупреждение Майка, Пэтси покидает своё укрытие и немедленно направляется в школу. Ребята приводят Томпсона на суд, признавая его виновным в смерти Джонни. Однако, улучив момент, Томпсону удаётся сбежать, и ребята бросаются за ним в погоню, загоняя его на крышу деревянной конюшни. Парни поджигают конюшню, в результате чего Томпсон падает вниз и разбивается. В этот момент в школе появляется Пэтси, призывая ребят прекратить бунт. Мальчики сначала не доверяют Пэтси, но он искреннее рассказывает им о своём детстве и о недавнем убийстве. Затем Пэтси призывает их быть вместе, и они встают на его сторону. Пэтси отказывается от руководства бандой, после чего направляется к судье Гилберту, который уже провёл расследование и установил вину Томпсона во всём происшедшем в школе. Он просит у Пэтси прощения, что не доверял ему, и просит взять на себя руководство школой, желая ему и Дороти счастья.

## В ролях
- Джеймс Кэгни — Пэтси
- Мэдж Эванс — Дороти
- Артур Байрон — судья Гилберт
- Аллен Дженкинс — Майк
- Дадли Диггс — Томпсон
- Фрэнки Дэрроу — Джимми
- Шейла Терри — блондинка с Майком
- Роберт Бэррат — Фред Смит
- Аллен Фарина Хоскинс — Смоук
- Гарольд Хубер — Джо
- Дороти Петерсон — миссис Смит
- Дж. Пэт Коллинс — Брэндон
- Эдвин Максвелл — Луис Джонсон
- Джон Марстон — Хопкинс
- Уильям В. Монг — мистер Уолтер
- Микки Беннетт — Бутч
- Сидни Миллер — Иззи
- Хобарт Кавано — мистер Горман
- Джордж Хамберт — мистер Кармонотти
- Рэймонд Борзэйг — Джонни Стоун
- Джордж Офферман-младший — Чарли

## История создания фильма и римейки
По информации Американского института киноискусства, фильм делался под рабочим названием «Исправительная школа». Съёмки фильма заняли 36 дней при мизерном для того времени бюджете в 229 тысяч долларов.
Как отмечает историк кино Пол Татара, «Джеймс Кэгни сыграл за свою карьеру множество гангстеров с пушкой, однако созданный им для большого экрана агрессивный образ был полной противоположностью его реальной личности. Многие годы Кэгни считался одним из самых приятных, самых щедрых парней, когда-либо достигавших статуса иконы в Голливуде. Тем не менее, энергия и темперамент, которые двигали его персонажами, находили своё проявление и в реальной жизни, когда он сталкивался с функционированием студийной системы. Кэгни не стеснялся выражать недовольство, когда чувствовал, что работал слишком много. И это соответствующим образом повлияло на его репутацию у руководства студии». По словам Татары, «хотя этот фильм и не был пиком его карьеры, Кэгни отметил его изнурительные съёмки» в своей автобиографии «Кэгни о Кэгни»: «… Я был очень сильно занят, часто мы работали до трёх или четырёх часов утра. Когда я поднимал голову, то видел, как режиссёр Арчи Майо засыпал с откинутой назад головой. Он устал, мы все устали. Студия оказывала на нас такое давление, потому что хотела получить фильм как можно дешевле. Иногда мы начинали в девять часов утра. Такой быстрый темп и график мы поддерживали практически неизменно в течение всей моей работы на Warner’s с 1930 по 1934 год».
На фильм были сделаны два ремейка с участием Ребят из Тупика — «Криминальная школа» (1938) и «Адская кухня» (1939). Как пишет Татара, в фильме «Криминальная школа» с Богартом в главной роли «по какой-то причине были в точности повторены многие реплики из „Мэра ада“. Однако доверить управление этим шатким кораблём Богарту с его вялой энергетикой было ошибкой, особенно, если вы видели Кэгни с его хулиганистым азартом, и потому „Криминальная школа“ ушла в никуда».

## Критика
После выхода картины на экраны обозреватель «Нью-Йорк Таймс» Андре Сеннвалд дал ей высокую оценку, отметив, что студия «Warner Brothers, которая сделала „Я — беглый каторжник“, с „Мэром ада“ произвела почти что равный ему фильм». Критик отметил, что «сценарий выстроен довольно нескладно», поскольку его автор был вынужден следовать традиционному шаблону, согласно которому «в центре внимания должна быть личность, мучения которой в финале должны быть надлежащим образом вознаграждены любовью». Однако студия Warner Bros, которая известна своей «изобретательностью в нахождении нового материала, нашла новую увлекательную тему в мрачной жёсткой среде исправительной школы для мальчиков». Как полагает Сеннвалд, «если любовь Кэгни и Эванс является определённой помехой фильму, то силу воздействия нарастающей горечи и негодования по поводу системы наказаний в исправительной школе нельзя отрицать, а дикая ярость мальчиков в заключительных сценах заражает зрителя» своей силой. Однако «из-за навязчивой гангстерской составляющей история плохо сбалансирована, и, кроме того, он вздувается то тут, то там, чтобы создать пространство для Эванс, которая слишком чувствительна и женственна для роли медсестры в исправительной школе». Однако, по мнению критика, «несмотря ни на что, энергия и напряжение, поток реальных вопросов и важных психологических проблем делают этот фильм интересной и возбуждающей драмой». Сеннвалд высоко оценил игру исполнителей главных ролей. В частности, «Кэгни исполняет роль исправившегося гангстера с азартом и куражом, чего от него и ждут. Фрэнки Дэрроу в роли главаря мальчиков-заключённых даёт суровую игру, которая по-настоящему тревожит. Это мальчик, который раньше времени стал озлобленным и циничным, преждевременно вырос из детства». Заслуживают внимания также «Дадли Диггс, который создаёт великолепный портрет жалкого и бессмысленно властолюбивого чиновника, а также Артур Байрон в роли мудрого и несчастного ювенального судьи». Критик также отмечает «отличное разнообразие типов среди обитателей школы, и эти безымянные парни обеспечивают много трогательных моментов».
Позднее журнал TimeOut назвал фильм «блаженной чепухой, созданной в те годы, когда фильмы Warner Bros проповедовали идею, что малолетние преступники были хорошими мальчиками, которые просто нуждались в помощи», далее заключив, что «несмотря на смехотворный сценарий, Майо безошибочен в постановке, а на Кэгни смотреть как всегда приятно». По словам Татары, «это жестокий недорогой фильм, который, как это бывало и ранее, спасает лишь самоуверенная игра Кэгни». Фильм был «снят очень быстро и на скудный бюджет», и вряд ли Кэгни «мечтал о таких картинах, несмотря на их популярность». Несмотря на «многочисленные провалы в логике по ходу картины», публика того времени была вполне удовлетворена её финалом. Многие критики указывали на слабый сценарий, однако «энергичная привлекательность Кэгни, страстный финал и сильная игра Аллена Дженкинса в роли второго плана обеспечили фильму хорошую кассу». Современный историк кино Крейг Батлер назвал ленту «нескладным гибридом социальной драмы, гангстерского фильма и любовной истории, который так и не складывается в убедительную картину». По словам критика, в основу фильма положена социальная драма, с которой плохо срастается «окружающий её чрезмерный и порой абсурдный мелодраматизм. Проще говоря, сценарий залезает намного дальше того, что способен охватить, и это приводит к некоторым действительно ужасным репликам и нескольким абсолютно ужасным сценам». С другой стороны, по мнению Батлера, фильм содержит «несколько сильных эпизодов, а стремительный темп режиссёра Арчи Майо делает фильм живым и увлекательным». Кроме того, режиссёру «удаётся добиться подлинности чувств, но он не боится уйти и в искусственность, когда это идёт фильму на пользу». Что касается актёров, то «Кэгни в своём фирменном петушином стиле с помощью личного очарования обеспечивает убедительность своему не очень продуманному персонажу. Мэдж Эванс довольно бесцветна, хотя и сама её роль бесцветна, но Дадли Диггс абсолютно великолепен в роли злодея картины, а Фрэнки Дарро хорош в роли главного малолетнего преступника с добрым сердцем».